# Vegalagar
Vegalagar (en asturiano y oficialmente: Veigaḷḷagar) es una parroquia del concejo de Cangas del Narcea, en el Principado de Asturias, España.